# Manor House (metropolitana di Londra)
Manor House è una stazione della metropolitana di Londra della linea Piccadilly.

## Storia
Progettata da Charles Holden, fu aperta il 19 settembre 1932. Come tutte le stazioni costruite al tempo dell'estensione a Cockfosters, la stazione di Manor House definì nuovi standard estetici, mai visti prima sulla Metropolitana di Londra. La stazione fu dotata di nove ingressi a livello della strada, due dei quali davano accesso ai tram da e per Tottenham, Edmonton e Stamford Hill per mezzo di fermate del tram in Seven Sisters Road. L'ultima di queste linee tranviarie fu chiusa nel 1938 e furono sostituite da filobus e le uscite furono chiuse nel 1951.
Le aree sotterranee della stazione furono piastrellate con piastrelle di color biscotto con fregi blu. Furono restaurate nel 2005 e i lavori furono completati nel maggio 2006. Le gallerie della stazione hanno, in comune con quelle di Turnpike Lane e di Wood Green, un diametro di 23 piedi (7 metri) e furono progettate per il maggior volume di traffico che ci si attendeva. In contrasto, le stazioni di Bounds Green e Southgate hanno gallerie di soli 21 piedi (6.4 metri) di diametro sui binari. La costruzione delle cosiddette "buche del suicida" tra le rotaie era anch'essa innovativa. Queste furono costruite insieme ad un sistema di passaggi sotto i binari per permettere l'accesso alla rotaia.
Durante la progettazione della linea Victoria si propose di trasferire la stazione di Manor House a quest'ultima linea. Fu proposta anche la costruzione di nuove gallerie per la linea Piccadilly tra Finsbury Park e Turnpike Lane, riducendo considerevolmente il tempo di viaggio dall'area settentrionale della Londra esterna al centro di Londra. Gli inconvenienti che avrebbe causato la ricostruzione, così come l'elevato costo, spinsero ad abbandonare il progetto.
Vicino all'uscita settentrionale si trovano i resti dei binari della tranvia che porta al retro dell'ex sede della Metropolitan Electric Tramways (M.E.T), successivamente l'Ufficio della Divisione Orientale della London Transport Buses.

## Strutture e impianti
La stazione di Manor House è situata sul confine tra il borgo di Hackney e quello di Haringey, con l'indirizzo postale e tre delle entrate situate nel primo, ed una entrata nel secondo. La stazione, che prende nome da un vicino pub, è situata all'incrocio di Seven Sisters Road e Green Lanes.
Si trova al confine tra la Travelcard Zone 2 e la 3.

## Interscambi
La stazione consente l'interscambio con la stazione di Harringay Green Lanes della ferrovia Gospel Oak-Barking, servita dai treni della linea Gospel Oak to Barking della London Overground. La distanza tra le due stazioni è di circa 650 metri di distanza, continuando verso nord lungo Green Lanes.
Nelle vicinanze della stazione effettuano fermata numerose linee automobilistiche, gestite da London Buses.
- Stazione ferroviaria (Harringay Green Lanes, London Overground)
- Fermata autobus

## Galleria d'immagini

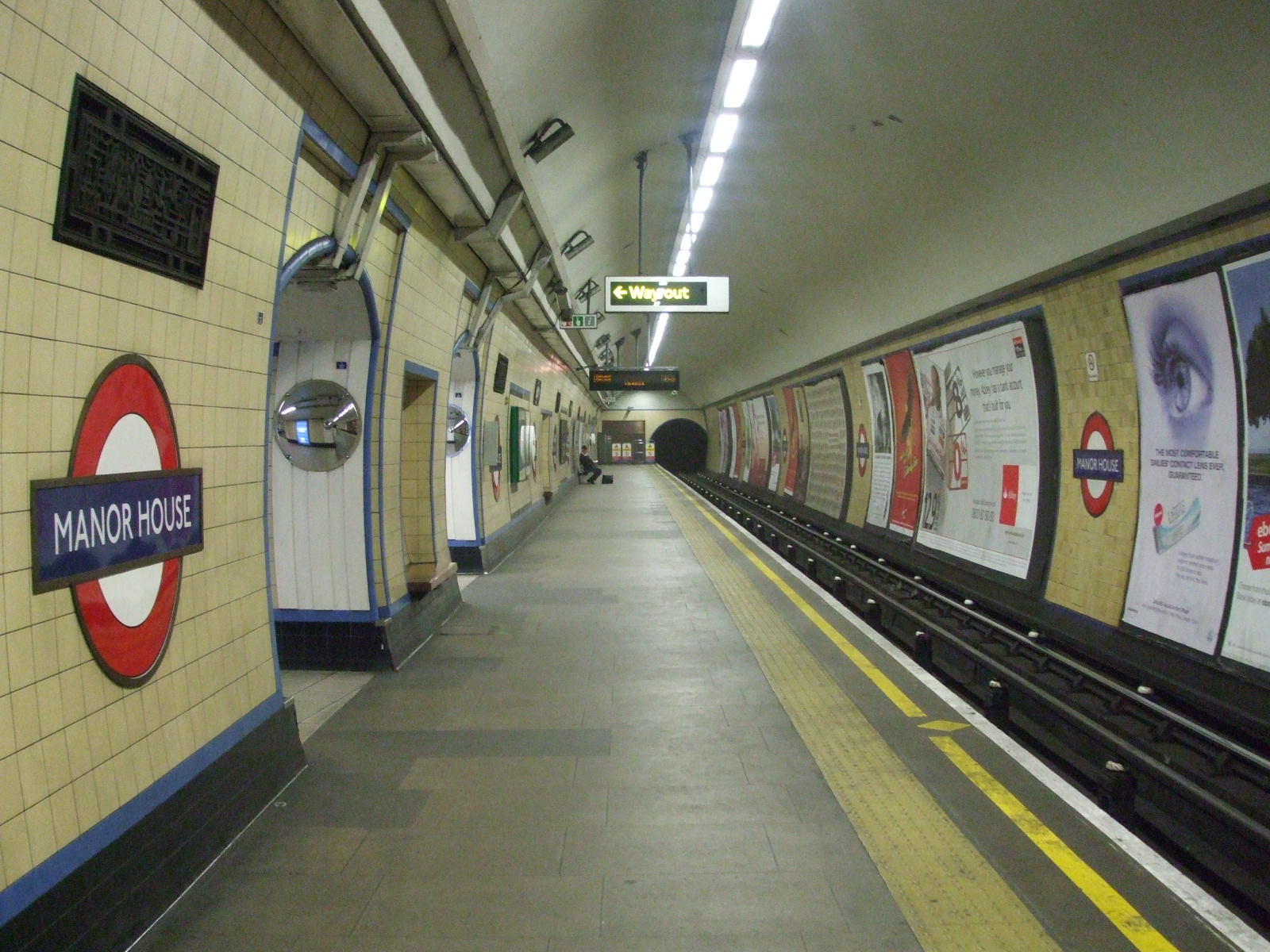
Binario direzione est guardando verso sud
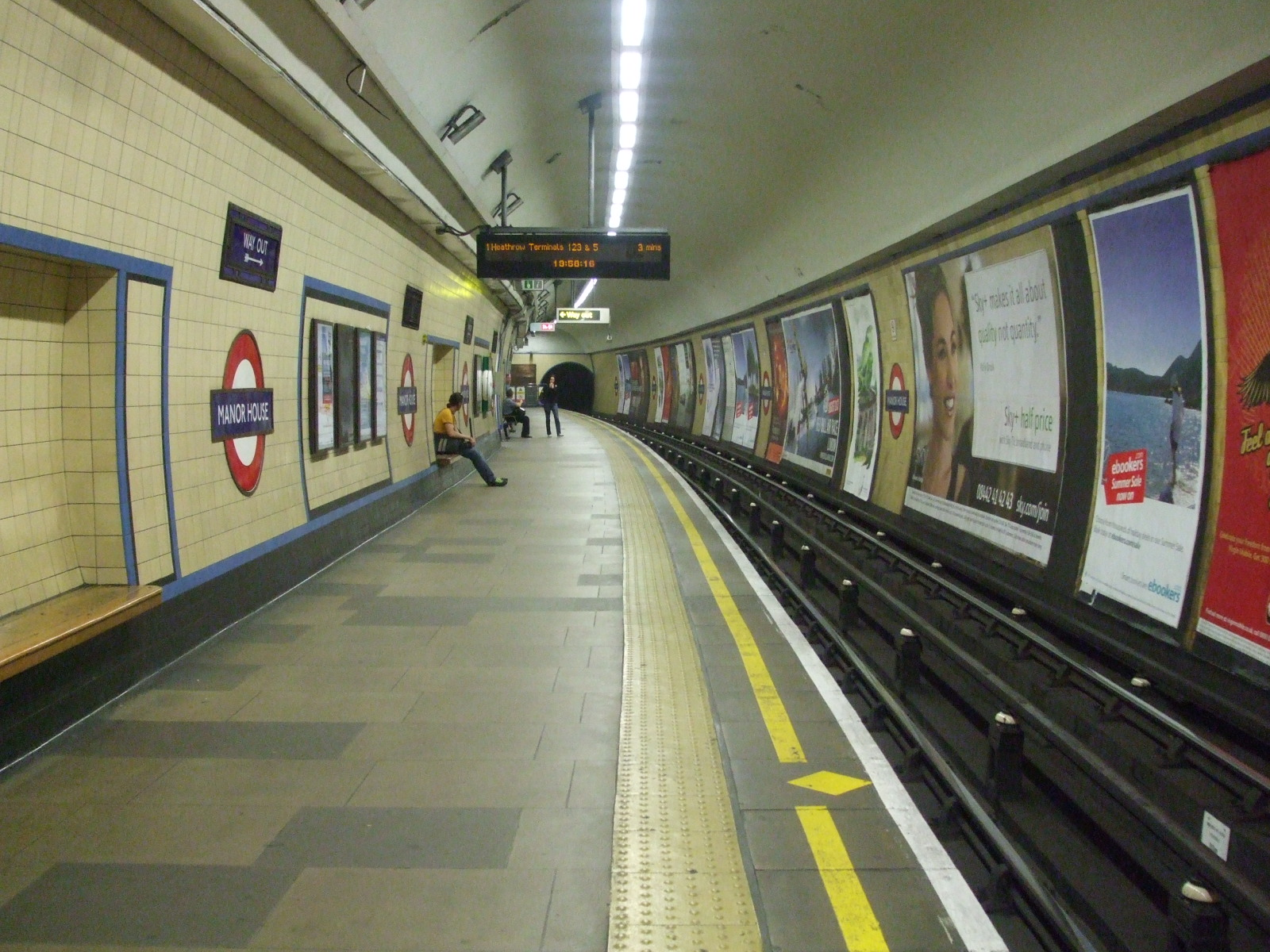
Binario direzione ovest guardando verso nord
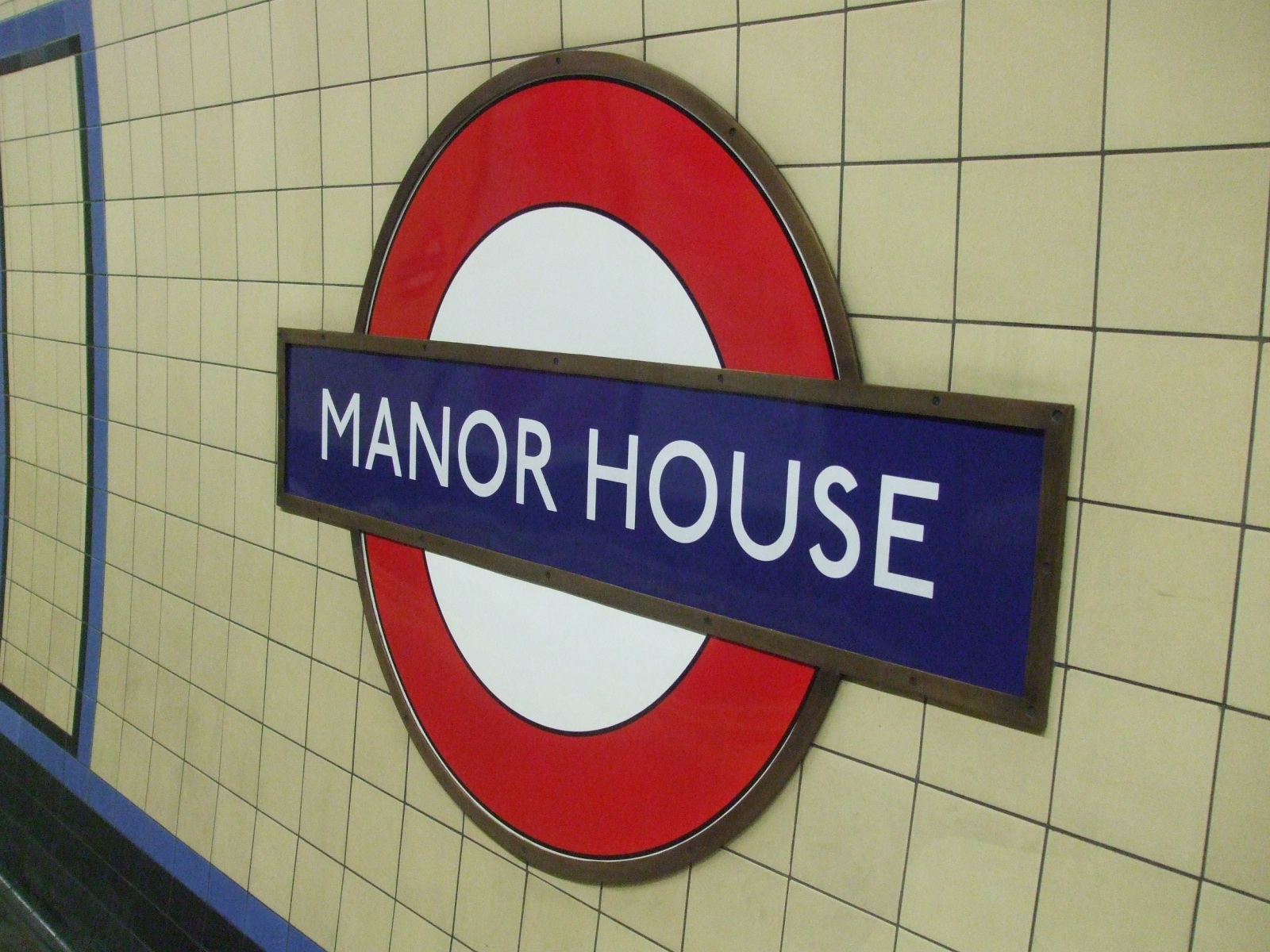
Logo sui binari
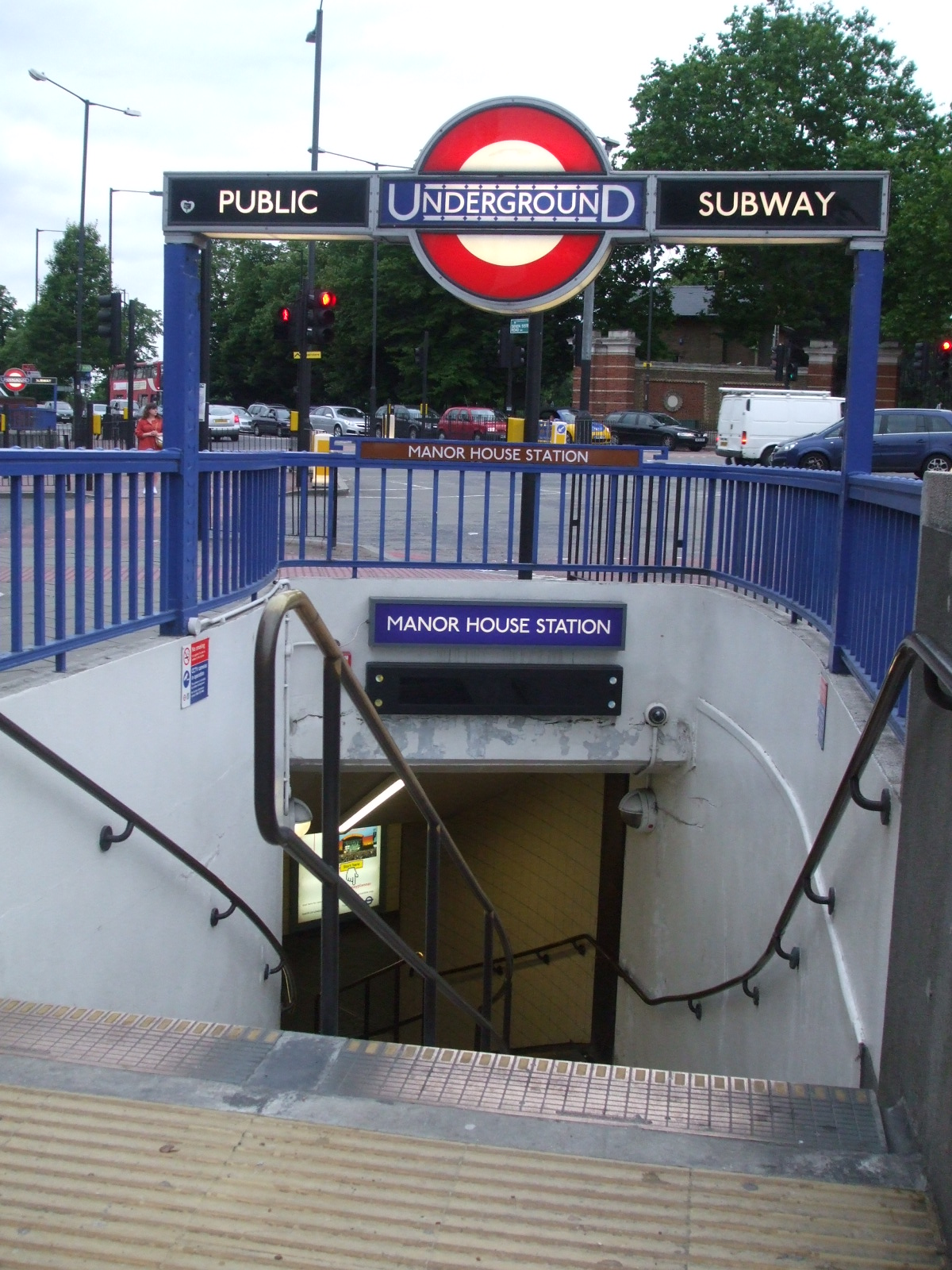
Entrata sudorientale